# Taz (rzeka)
Taz (ros. Таз) – rzeka w Rosji, w zachodniej Syberii.
Długość 1401 km, powierzchnia dorzecza 150 tys. km². Taz uchodzi do Zatoki Tazowskiej, będącej długim i szerokim estuarium, łączącym się z większą zatoką Obską.
W XVI w. i na pocz. XVII w. rzeka Taz była częścią tzw. morskiego mangazejskiego szlaku handlowego prowadzącego od ujścia Dwiny przez morza wokół półwyspu Jamał do ujścia Obu, dalej Tazem do Jeniseju. Szlak ten miał również duże znaczenie w kolonizacji środkowej i zachodniej Syberii przez Rosję. Na brzegu Tazu leżało duże miasto wojewódzkie Mangazeja. Znaczenie rzeki dla gospodarki znacznie zmalało po zamknięciu w 1619 morskiego szlaku mangazejskiego (powodem było uniemożliwienie kupcom zachodnioeuropejskim dotarcie do Syberii) i po likwidacji Mangazei w 1662.
W górnym biegu rzeki znajduje się Rezerwat przyrody „Wierchnie-Tazowskij”.